# Föreningen turism i Sverige
Föreningen Turism i Sverige (FörTur) var en intresseorganisation för turistorganisationer i Sverige. Föreningen bildades 1995 och lades ner 2012.
Föreningen hade ansvaret för auktoriseringen av Sveriges turistbyråer.